# Kanał radiowy
Kanał radiowy — kanał komunikacyjny w transmisji radiowej określany za pomocą założonego przedziału częstotliwości (częstotliwość + odstęp międzykanałowy); Jest wynikiem podziału medium transmisyjnego w taki sposób, że może być ono używane do przesyłania wielu niezależnych strumieni informacji na oddzielnych kanałach jednocześnie. W radiofonii FM odstępy między kanałami ustala się na 100KHz. W komunikacji radiowej sieci WiFi pasmo 2.4 GHz rozciągające się od 2400 do 2483 MHz podzielone jest na 13 równych kanałów. 
Kanał może być utożsamiany z numerem przydzielonym dla częstotliwości na którym urządzenia radiowe mają pracować. Na przykład w paśmie CB radio kanały mają ściśle przypisaną częstotliwość i numer. 